# Епідемія вейпінгу

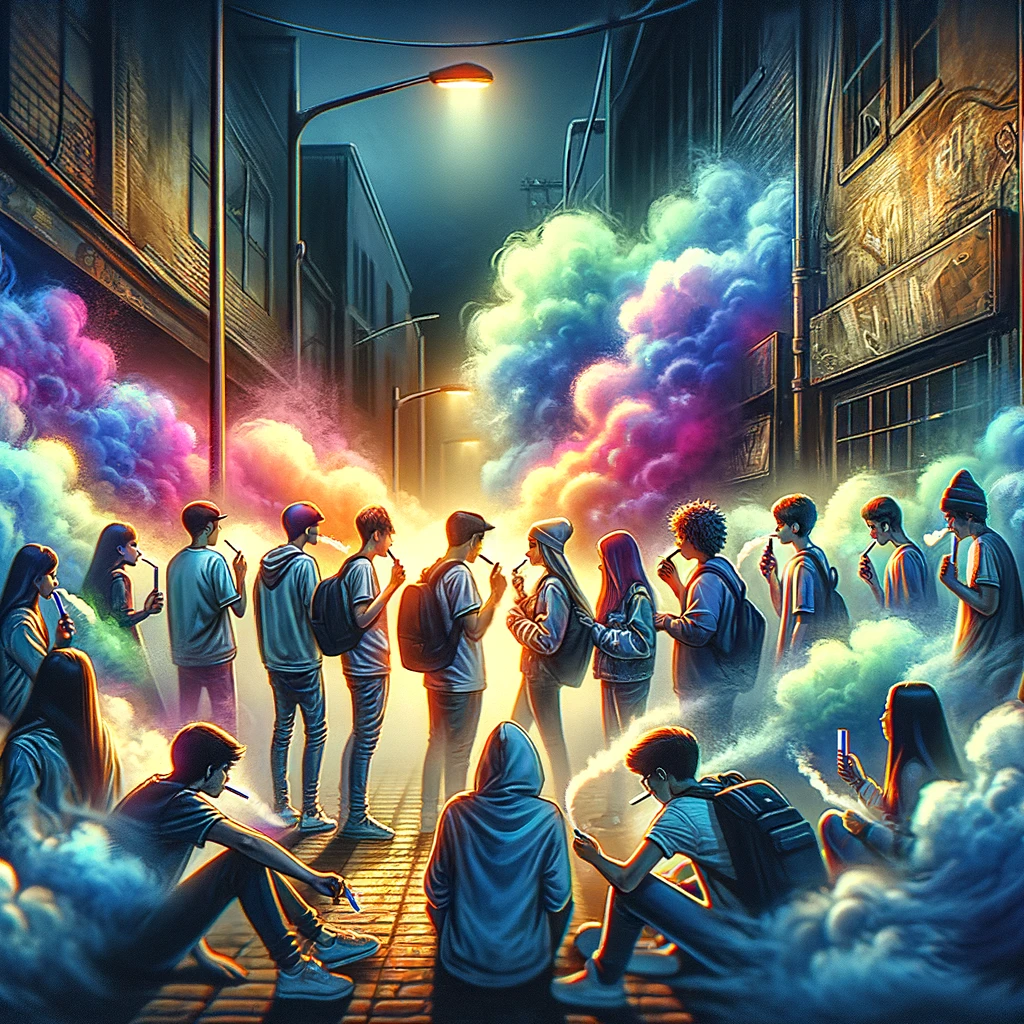
Ілюстрація ШІ на тему «Епідемія вейпінгу»

Епідемія вейпінгу — це глобальна проблема громадського здоров'я, яка виникла з поширенням використання електронних сигарет (Е-сигарет) серед різних вікових груп, особливо серед молоді. Е-сигарети, які спочатку маркетувались як менш шкідлива альтернатива традиційним сигаретам.Проте, із збільшенням його популярності, особливо в молодіжних колах, зросла кількість звітів про серйозні проблеми зі здоров'ям, пов'язані з вейпінгом, такі як захворювання легень, відоме як EVALI (захворювання легень, асоційоване з вейпінгом).

## Медичні дослідження
Згідно з дослідженнями Національної академії наук, інженерії та медицини 2018 року, е-сигарети можуть мати різні наслідки для здоров'я, що включають потенційні переваги для дорослих курців, які переходять від традиційних сигарет, але також важливі ризики для некурців, особливо підлітків і молоді
Шилдс і співавтори (2017) у своєму огляді наголосили на токсичному впливі е-сигарет на легені, особливо через запальні процеси, що можуть призвести до розвитку
раку

## Міжнародні дані
Адміністрація контролю за продуктами та ліками США (FDA) у 2018 році виявила значне зростання використання е-сигарет серед молоді, що підкреслює тенденцію до «епідемії» серед неповнолітніх
Центри контролю та профілактики захворювань(CDC) у 2019 році відзначили спалахи захворювань на легені, пов'язаних з використанням е-сигарет, що ще більше засвідчило потенційну небезпеку цієї практики

## Виклики та можливості у регулюванні електронних сигарет
На даний момент 42 країни заборонили продаж електронних сигарет, 55 дозволяють їх продаж з певними обмеженнями щодо місця та способу реалізації, а 30 регулюють вміст нікотину у пристроях для вейпінгу. Наприклад, в Сінгапурі існує повна заборона на електронні сигарети, в той час як у Японії дозволено продаж електронних сигарет без нікотину і продуктів для куріння без спалювання. Через суворе регулювання рідкого нікотину у Японії, вейп-пристрої, що містять нікотин, заборонені, хоча пристрої без нікотину, як IQOS, активно рекламуються та продаються. Законодавство щодо електронних сигарет також зміцнюється у інших країнах. Наприклад, у липні 2019 року Китай оголосив про необхідність підсилити контроль за електронними сигаретами. Це оголошення збіглося з моментом, коли в Індії було введено заборону на електронні сигарети, а продукція Juul відразу зникла з китайських онлайн-платформ. Заборона в Індії сталася на тлі рішення Нью-Йорка стати першим штатом в США, який заборонив ароматизовані вейп-продукти у вересні 2019 року, аналогічні заходи були прийняті в Мічигані. Але надзвичайна заборона в Нью-Йорку була оскаржена у суді, де аргументувалося, що такі дії призведуть до закриття багатьох місцевих бізнесів. У січні 2020 року суддя Катерина Чолакіс заблокувала заборону, вказавши, що Рада з громадської охорони здоров'я та планування штату вийшла за рамки своїх повноважень. Це рішення викликало обурення, але також підкреслило важливість законодавчого регулювання управління індустрією вейпінгу, яке має базуватися на демократичних процесах і розгляді законодавцями. Представник губернатора Ендрю Куомо зазначив, що незважаючи на розчарування рішенням суду, суддя визнала серйозність проблеми вейпінгу. Відповідно, адміністрація губернатора розглядає подальші кроки, що включають оцінку процедурних варіантів та розробку комплексного законодавства для захисту громадського здоров'я.У листопаді 2019 року президент Дональд Трамп також виступив із ініціативою заборонити більшість ароматизованих продуктів для електронних сигарет. Однак після зустрічей з представниками тютюнової індустрії, захисниками вейпінгу та громадськими охоронцями здоров'я, його позиція пом'якшилася. У січні 2020 року адміністрація Трампа оголосила про обмежену заборону, яка заборонила продаж деяких, але не всіх, ароматизованих продуктів для електронних сигарет. Заборона торкнулася картриджних систем, таких як ті, що виробляє Juul Labs, але залишила поза обмеженнями продукти з ментоловим і тютюновим смаками, а також більші системи вейпінгу з відкритим баком. Цей компроміс викликав критику як від прихильників, так і від противників вейпінгу.Зусилля з регулювання вейпінгу відображають складний баланс між захистом громадського здоров'я та забезпеченням економічних інтересів. Це особливо актуально у світлі спалаху випадків важких легеневих захворювань, пов'язаних із вейпінгом, які продемонстрували потенційні ризики для здоров'я, особливо серед молоді. Такі події нагадують про важливість продовження наукових досліджень вейпінгу та його впливу на здоров'я, а також про необхідність ефективного правового регулювання, що відповідає як громадським інтересам, так і змінам у споживацькій поведінці.Ефективність регулятивних заходів також залежить від глобальної координації та співпраці. Різні країни мають різні підходи до регулювання електронних сигарет, що може ускладнювати боротьбу зі спільними громадськими загрозами. Наприклад, хоча в Індії та деяких азійських країнах введені строгі заборони, інші країни, як Великобританія, вважають електронні сигарети засобом для зниження шкоди від куріння, активно регулюючи їх склад і маркетинг.Це розбіжність підходів потребує уваги з боку міжнародних організацій охорони здоров'я, таких як Всесвітня організація здоров'я (ВООЗ), що може сприяти розробці уніфікованих стандартів та рекомендацій. Такий підхід не лише забезпечить послідовність регулювань, але й допоможе країнам обмінюватися кращими практиками та дослідницькими даними.
У світлі глобального розповсюдження вейпінгу, особливо серед молоді, є важливим також розглянути стратегії освіти та просвітництва. Інформування молоді про ризики вейпінгу та моніторинг трендів у споживанні можуть допомогти упереджувати зловживання і сприяти здоровим життєвим виборам.Нарешті, потребує уваги і питання доступу до ресурсів для тих, хто хоче відмовитися від вейпінгу. Програми лікування залежності та підтримки, адаптовані до особливостей вейпінгу, можуть відіграти ключову роль у зниженні ступеня його негативного впливу на громадське здоров'я. Ефективність таких програм засвідчується збільшенням кількості людей, які успішно кидають вейпінг, що, у свою чергу, знижує загальну залежність від нікотину в суспільстві.
Регулювання вейпінгу продовжує залишатися динамічним і складним процесом, який потребує виваженого підходу, що балансує між захистом здоров'я, правами споживачів, та громадською безпекою. В цьому контексті, плідна співпраця між урядами, науковою спільнотою, громадськістю та промисловістю може стати ключовим фактором у формуванні ефективної стратегії контролю над вейпінгом.
Зростання популярності вейпінгу серед підлітків та збільшення випадків захворювань легень та летальних випадків у США, які пов'язані з вейпінгом, акцентують на необхідності систематичного регулювання виробництва, маркетингу та розповсюдження електронних сигарет. Створення дієвих та адекватних регулятивних рамок для контролю над вейпінгом представляє собою комплекс викликів, що різняться залежно від правових, економічних, соціальних та політичних умов у різних країнах.
Зокрема, повна заборона електронних сигарет у Індії висуває питання про необхідність прозорості у процесі прийняття подібних рішень. Рішення про заборону було ретельно готоване протягом двох років, частково опираючись на дані від Індійської ради медичних досліджень, яка вказує на потенційні ризики вейпінгу для громадського здоров'я та загрози для майбутніх поколінь. Незважаючи на це, існують підозри та звинувачення щодо можливих прихованих мотивів таких рішень, особливо враховуючи великий внутрішній ринок тютюнових виробів в Індії, що генерує значні доходи для уряду через податки і експорт. Це викликає сумніви щодо чесності мотивів уряду, особливо коли традиційні тютюнові сигарети та біді, які призводять до мільйона смертей на рік, залишаються легальними.На міжнародному рівні, вейпінг продовжує швидко набирати популярність, з естимацією у 35 мільйонів користувачів глобально. Це ставить перед урядами виклик знайти баланс між захистом громадського здоров'я та уникненням негативних економічних та політичних наслідків. Основним чинником у більшості країн буде боротьба між комерційними інтересами виробників вейпінг продуктів та необхідністю забезпечення здоров'я націй. Прийняття рішень у цій сфері може включати розробку інтегрованих стратегій, що сприятимуть як зменшенню вживання вейпінгу, так і забезпеченню ефективного правового контролю.
Ці стратегії мають бути гнучкими та адаптованими до специфіки кожної країни, з урахуванням місцевих культурних, економічних та соціальних контекстів. Наприклад, там, де вейпінг використовується як інструмент для зниження шкоди від куріння, потрібно забезпечити, щоб регулювання не звужувало доступ до більш безпечних альтернатив. Водночас, слід запобігати легкому доступу молоді до цих продуктів, що може призвести до нової хвилі нікотинової залежності.
Ефективне регулювання вейпінгу також вимагає міжнародної співпраці та координації. Вейпінг не знає кордонів, і продукти легко переміщуються через національні межі завдяки глобальній торгівлі та онлайн-платформам. Тому міжнародні стандарти та законодавчі рамки можуть допомогти уніфікувати підходи та забезпечити суворіше регулювання виробництва, продажу та реклами.Крім того, важливою є роль наукових досліджень у розумінні довгострокових впливів вейпінгу на здоров'я. Впровадження політики має базуватися на доказовій основі, і для цього потрібне постійне фінансування та підтримка досліджень. Ці дослідження мають оцінювати не лише негативний вплив вейпінгу, але й його потенціал як засобу для зниження шкоди від куріння.
На заключну ноту, регулювання вейпінгу вимагає від влади збалансованого підходу, який забезпечить охорону громадського здоров'я, в той же час дозволяючи інноваціям та підприємництву розвиватися. Виклики пов'язані з регулюванням вейпінгу є складними, але також відкривають нові можливості для покращення громадського здоров'я та зменшення шкоди від тютюнових виробів.
Оптимальне регулювання вейпінгу повинне враховувати взаємодію із законодавствами про контроль тютюну, що уже існують. Це може допомогти уникнути правових прогалин, які дозволяють виробникам електронних сигарет використовувати лазівки у законодавстві для просування своєї продукції. Зокрема, потрібно звернути увагу на маркетингові стратегії, які ціляться на молодь, включаючи використання ароматизаторів, які можуть зробити продукти більш привабливими для підлітків.
Ще одним аспектом, що вимагає уваги, є залучення громадськості та зацікавлених сторін у процес формування політики. Врахування думок споживачів, медичних працівників, науковців та індустрії може допомогти забезпечити, що регулювання вейпінгу буде справедливим та ефективним. Це також сприяє більшій прозорості процесу прийняття рішень та збільшує довіру суспільства до встановлених правил.Крім того, для врахування міжнародного аспекту вейпінгу, країни можуть розглядати можливість участі в міжнародних договорах або стандартизаційних ініціативах, що мають на меті координувати зусилля з контролю за електронними сигаретами. Співпраця може включати обмін інформацією про найкращі практики, наукові дані та регуляторні стратегії, що допомагає формувати глобальну відповідь на цей виклик.
Нарешті, важливим є неперервне фінансування досліджень, що дозволяє глибше розуміти короткотермінові та довготривалі наслідки вейпінгу для здоров'я. Вивчення потенційного впливу вейпінгу як інструменту для зниження шкоди від тютюнових виробів також є критично важливим. Це допоможе урядам розробляти більш обгрунтовані та цілеспрямовані політики, які зберігають громадське здоров'я на першому місці, в той час як також забезпечують права і свободи осіб, які вирішують вейпити.

## Захворюваність та летальні випадки
У США, так і в усьому світі з серпня 2019 року Центри контролю та профілактики захворювань (CDC), Управління продовольства та медикаментів США (FDA), державні та місцеві охорони здоров'я та інші клінічні та громадські охорони здоров'я мають справу з загальнонаціональним спалахом серйозних захворювань легенів, пов'язаних з вейпінгом, які також відомі як «захворювання легень, асоційоване з використанням електронних сигарет, або вейпінгом (EVALI)». 
Станом на 18 лютого 2020 року загалом 2,807 випадків госпіталізації через EVALI (e-cigarette, or vaping, product use associated lung injury) або смертей було повідомлено Центрами контролю та профілактики захворювань (CDC) з усіх 50 штатів, округу Колумбія та двох територій США, включаючи Пуерто-Ріко та Віргінські острови. Шістдесят вісім смертей було підтверджено в 29 штатах та окрузі Колумбія.
Аналіз даних від звітів пацієнтів та тестування зразків продукції виявив, що вейпінг-продукти, що містять тетрагідроканнабінол (THC) емульсовані з ацетатом вітаміну Е, особливо ті, що отримані з неофіційних джерел, таких як друзі, родина або продавці особисто чи онлайн, сильно пов'язані з EVALI. Таким чином, ацетат вітаміну Е було виявлено у зразках продукції, що тестувалися FDA та державними лабораторіями, та у зразках легеневої рідини пацієнтів з EVALI (бронхоальвеолярний лаваж), які тестувалися CDC у географічно різних штатах. Натомість, ацетат вітаміну Е не було знайдено у легеневій рідині людей, які не мали EVALI. На даний момент недостатньо доказів, щоб виключити внесок інших хімічних складових вейпінг-продуктів, що містять або не містять THC, у деякі з повідомлених випадків EVALI. З огляду на вищезазначені результати, продовження зниження випадків EVALI, повідомлених з вересня 2019 року, було приписано: (I) зростанню громадської обізнаності про ризик, пов'язаний з вейпінг-продуктами, що містять THC; (II) видаленню ацетату вітаміну Е з деяких вейпінг-продуктів; та (III) правоохоронним діям проти продажу та розповсюдження нелегальних електронних сигарет та вейпінг-продуктів. 

## Здоров'я та загрозливі наслідки
Наукові дослідження вказують на потенційні ризики вейпінгу, зокрема на вплив на легені, серцево-судинну систему та потенціал залежності.Спалах EVALI спонукав ряд досліджень, що мали на меті визначити точні причини та потенційні лікування. Це також призвело до підвищення рівня обізнаності серед населення про ризики вейпінгу. У відповідь на цю кризу, медичні установи активізували протоколи швидкого реагування та лікування пацієнтів з тяжкими випадками EVALI. 